# Scaligeria
Scaligeria é um género botânico pertencente à família Apiaceae.
- Commons
- Wikispecies

1. ↑  «Scaligeria — World Flora Online». www.worldfloraonline.org. Consultado em 19 de agosto de 2020